# Eleições regionais no País Basco em 1994
As eleições regionais no País Basco em 1994 foram realizadas a 23 de Outubro e, serviram para eleger os 75 deputados ao Parlamento Regional.
Os resultados deram nova vitória ao Partido Nacionalista Basco, que conquistou 29,32% dos votos e 22 deputados.
O Partido Socialista do País Basco - Esquerda Basca, que concorreu a primeira vez desde da união da secção basca do PSOE com a Esquerda Basca, obteve um resultado desastroso, ficando-se pelos 17% e 12 deputados, uma queda de 10,7% e 10 deputados, quando comparado com os resultados obtidos em 1990 pelos dois partidos.
O Herri Batasuna, também obteve um mau resultado, perdendo dois deputados e caindo 2%, ficando-se pelos 16,3% e 11 deputados.
O Partido Popular obteve um resultado espectacular, conquistando 14% dos votos e 11 deputados.
O Eusko Alkartasuna continuou o seu declínio eleitoral, caindo para os 10% e 8 deputados.
Por fim, destacar o grande resultado da Unidade Alavesa, que conquistou 5 deputados e, a entrada, pela primeira vez, no parlamento basco, da Esquerda Unida, ao conquistar 9,2% e 6 deputados.
Após as eleições, foi formado um governo de coligação entre PNV, PSE-EE e EA, continuando a liderança regional a cargo dos PNV.

## Resultados Oficiais
| Partido                 | Partido                                           | Votos     | %               | +/-    | Deputados | +/-     |
| ----------------------- | ------------------------------------------------- | --------- | --------------- | ------ | --------- | ------- |
|                         | Partido Nacionalista Basco                        | 304 346   | 29,32 / 100,00  | 1,04   | 22 / 75   | Estável |
|                         | Partido Socialista do País Basco - Esquerda Basca | 174 682   | 16,83 / 100,00  | 10,68  | 12 / 75   | 10      |
|                         | Herri Batasuna                                    | 166 147   | 16,01 / 100,00  | 2,19   | 11 / 75   | 2       |
|                         | Partido Popular                                   | 146 960   | 14,16 / 100,00  | 5,99   | 11 / 75   | 5       |
|                         | Eusko Alkartasuna                                 | 105 136   | 10,13 / 100,00  | 1,17   | 8 / 75    | 1       |
|                         | Esquerda Unida                                    | 93 291    | 8,99 / 100,00   | 7,58   | 6 / 75    | 6       |
|                         | Unidade Alavesa                                   | 27 797    | 2,68 / 100,00   | 1,28   | 5 / 75    | 2       |
|                         | Outros                                            | 1 462     | 0,14 / 100,00   |        | 0 / 75    |         |
| Votos Inválidos         | Votos Inválidos                                   | 24 264    | 2,33 / 100,00   | 1,09   |           |         |
| Total                   | Total                                             | 1 044 085 | 100,00 / 100,00 |        | 75 / 75   |         |
| Eleitorado/Participação | Eleitorado/Participação                           | 1 749 250 | 59,69 / 100,00  | 1,30   |           |         |
| Fonte                   | Fonte                                             | [ 10 ]    | [ 10 ]          | [ 10 ] | [ 10 ]    | [ 10 ]  |

## Resultados por Províncias
| Província  | %     | D   | %      | D      | %     | D  | %     | D  | %     | D  | %     | D  | %     | D  | D  | Votantes  |
| Província  | PNV   | PNV | PSE-EE | PSE-EE | HB    | HB | PP    | PP | EA    | EA | IU    | IU | UA    | UA | D  | Votantes  |
| ---------- | ----- | --- | ------ | ------ | ----- | -- | ----- | -- | ----- | -- | ----- | -- | ----- | -- | -- | --------- |
| Álava      | 21,75 | 6   | 15,59  | 4      | 10,08 | 2  | 15,92 | 4  | 7,24  | 2  | 9,08  | 2  | 18,52 | 5  | 25 | 138 398   |
| Biscaia    | 35,11 | 10  | 17,38  | 4      | 13,39 | 3  | 15,03 | 4  | 7,09  | 2  | 10,05 | 2  | 0,26  | -  | 25 | 578 321   |
| Guipúscoa  | 22,30 | 6   | 16,38  | 4      | 23,13 | 6  | 11,88 | 3  | 16,72 | 4  | 7,08  | 2  | 0,26  | -  | 25 | 327 366   |
| País Basco | 29,32 | 22  | 16,83  | 12     | 16,01 | 11 | 14,16 | 11 | 10,13 | 8  | 8,99  | 6  | 2,68  | 5  | 75 | 1 044 085 |

### Álava
| Partido                 | Partido                                           | Votos   | %               | +/-   | Deputados | +/-     |
| ----------------------- | ------------------------------------------------- | ------- | --------------- | ----- | --------- | ------- |
|                         | Partido Nacionalista Basco                        | 29 911  | 21,75 / 100,00  | 0,56  | 6 / 25    | Estável |
|                         | Unidade Alavesa                                   | 25 469  | 18,52 / 100,00  | 7,47  | 5 / 25    | 2       |
|                         | Partido Popular                                   | 21 885  | 15,92 / 100,00  | 5,09  | 4 / 25    | 1       |
|                         | Partido Socialista do País Basco - Esquerda Basca | 21 431  | 15,59 / 100,00  | 12,29 | 4 / 25    | 4       |
|                         | Herri Batasuna                                    | 13 865  | 10,08 / 100,00  | 2,62  | 2 / 25    | 1       |
|                         | Esquerda Unida                                    | 12 484  | 9,08 / 100,00   | 7,94  | 2 / 25    | 2       |
|                         | Eusko Alkartasuna                                 | 9 958   | 7,24 / 100,00   | 0,89  | 2 / 25    | Estável |
|                         | Outros                                            | 283     | 0,21 / 100,00   |       | 0 / 25    |         |
| Votos Inválidos         | Votos Inválidos                                   | 3 112   | 2,26 / 100,00   | 0,78  |           |         |
| Total                   | Total                                             | 138 398 | 100,00 / 100,00 |       | 25 / 25   |         |
| Eleitorado/Participação | Eleitorado/Participação                           | 228 031 | 60,69 / 100,00  | 0,45  |           |         |

### Biscaia
| Partido                 | Partido                                           | Votos   | %               | +/-  | Deputados | +/-     |
| ----------------------- | ------------------------------------------------- | ------- | --------------- | ---- | --------- | ------- |
|                         | Partido Nacionalista Basco                        | 201 833 | 35,11 / 100,00  | 0,74 | 10 / 25   | Estável |
|                         | Partido Socialista do País Basco - Esquerda Basca | 99 931  | 17,38 / 100,00  | 9,86 | 4 / 25    | 3       |
|                         | Partido Popular                                   | 86 398  | 15,03 / 100,00  | 6,41 | 4 / 25    | 2       |
|                         | Herri Batasuna                                    | 76 988  | 13,39 / 100,00  | 2,83 | 3 / 25    | 1       |
|                         | Esquerda Unida                                    | 57 765  | 10,05 / 100,00  | 8,34 | 2 / 25    | 2       |
|                         | Eusko Alkartasuna                                 | 40 752  | 7,09 / 100,00   | 0,91 | 2 / 25    | Estável |
|                         | Outros                                            | 2 293   | 0,40 / 100,00   |      | 0 / 25    |         |
| Votos Inválidos         | Votos Inválidos                                   | 12 361  | 2,14 / 100,00   | 0,96 |           |         |
| Total                   | Total                                             | 578 321 | 100,00 / 100,00 |      | 25 / 25   |         |
| Eleitorado/Participação | Eleitorado/Participação                           | 958 012 | 60,37 / 100,00  | 0,16 |           |         |

### Guipúscoa
| Partido                 | Partido                                           | Votos   | %               | +/-   | Deputados | +/-     |
| ----------------------- | ------------------------------------------------- | ------- | --------------- | ----- | --------- | ------- |
|                         | Herri Batasuna                                    | 75 294  | 23,13 / 100,00  | 0,45  | 6 / 25    | Estável |
|                         | Partido Nacionalista Basco                        | 72 602  | 22,30 / 100,00  | 1,93  | 6 / 25    | Estável |
|                         | Eusko Alkartasuna                                 | 54 426  | 16,72 / 100,00  | 1,27  | 4 / 25    | 1       |
|                         | Partido Socialista do País Basco - Esquerda Basca | 53 320  | 16,38 / 100,00  | 11,45 | 4 / 25    | 3       |
|                         | Partido Popular                                   | 38 677  | 11,88 / 100,00  | 5,46  | 3 / 25    | 2       |
|                         | Esquerda Unida                                    | 23 042  | 7,08 / 100,00   | 6,07  | 2 / 25    | 2       |
|                         | Outros                                            | 1 214   | 0,38 / 100,00   |       | 0 / 25    |         |
| Votos Inválidos         | Votos Inválidos                                   | 8 791   | 2,70 / 100,00   | 1,43  |           |         |
| Total                   | Total                                             | 327 366 | 100,00 / 100,00 |       | 25 / 25   |         |
| Eleitorado/Participação | Eleitorado/Participação                           | 563 207 | 58,13 / 100,00  | 3,94  |           |         |